# Guns, Germs, and Steel
Guns, Germs, and Steel: The Fates of Human Societies ('Pistoles, gèrmens i acer: els destins de les societats humanes') és un llibre d'investigació històrica escrit per Jared Diamond, biòleg, fisiòleg i biogeògraf, professor de geografia i fisiologia de la Universitat de Califòrnia a Los Angeles (UCLA). El llibre es va publicar l'any 1997 i l'any següent va guanyar el Premi Pulitzer i el Premi Aventis al millor llibre de ciència. El juliol de 2005, la cadena de televisió PBS va emetre un documental produït per la National Geographic Society que es basava en aquest llibre.

## Sinopsi
La intenció de l'autor és explicar per quines raons les societats dels diversos continents han evolucionat de manera tan diferent al llarg de la història. Per exemple, en algunes parts del món s'han desenvolupat societats alfabetitzades i industrialitzades, en altres parts les societats han romàs agrícoles, i en altres parts no han passat de caçadores recol·lectores.
Segons l'autor, aquestes desigualtats entre societats no es deuen a diferències ètniques o genètiques, sinó principalment a les característiques de l'entorn on aquestes societats s'han desenvolupat històricament. Per exemple, la diferent distribució mundial d'espècies vegetals comestibles i susceptibles de ser conreades va fer que algunes societats poguessin desenvolupar la producció de menjar i deixessin de ser caçadores recol·lectores per convertir-se en societats agrícoles. També, la disponibilitat desigual d'espècies animals susceptibles de ser domesticades donà avantatge a unes societats respecte a d'altres. Molt poques espècies reuneixen les condicions per a ser domesticables (l'autor ho anomena principi d'Anna Karènina) i originàriament aquestes eren pràcticament inexistents a Amèrica o Austràlia. A més, factors geogràfics com la gran extensió continental d'Euràsia i la seva orientació est-oest (en contraposició a l'orientació nord-sud d'Amèrica) facilitaren la propagació del coneixement i l'extensió de la producció de menjar per aquest continent.
Aquestes diferències fonamentals foren la causa principal de l'aparició de societats organitzades amb especialització del treball, que desenvoluparen l'escriptura, l'organització política, la tecnologia, la navegació, armes, etc., guanyant avantatge sobre altres societats. A més, l'evolució de gèrmens, característica de l'alta densitat de població humana i del contacte amb animals, donà un inesperat avantatge a les societats conqueridores (molts més natius americans van morir per gèrmens eurasiàtics que per la força de les armes).